# オスカル・サンティス
オスカル・アレクサンダー・サンティス・カヤックス（Oscar Alexander Santis Cayax、1999年3月25日 - ）は、グアテマラ・グアテマラシティ出身のプロサッカー選手。サッカーグアテマラ代表。アンティグアGFC所属。ポジションはFW。

## 経歴
2015年10月4日、16歳でリーガ・ナシオナル・グアテマラのCDスチテペケスでプロデビューを果たす。
2019年、コムニカシオネスFCと契約した。

## 代表歴
2021年2月24日、ニカラグア戦でグアテマラ代表デビュー。

## 人物
弟のディエゴ・サンティスもサッカー選手である。